# Станєва Тетяна Іванівна
Тетяна Іванівна Станєва (болг. Татяна Станева; нар. 11 серпня 1984, с. Криничне, Болградський район, Одеська область) — українська краєзнавиця, культурна діячка та організаторка масових заходів, режисерка й продюсерка фільму «Місце сили».

## Життєпис
Народилась 11 серпня 1984 року у болгарському селі Криничне (болг. Чушмелий), де й провела дитинство, закінчила середню школу. Була серед перших випусків, що вивчали болгарську мову в школі.
Вищу освіту здобула у Києві. З 2002 по 2005 роки навчалася у Київському християнському університеті за спеціальністю «Теологія». З 2006 по 2013 — у Київському національному університеті ім. Т. Шевченка за спеціальністю «Фольклористика. Філологія української мови та літератури». Отримала диплом із відзнакою[первинне джерело].
До 2019 року жила та працювала у Києві, у тому числі на дипломатичній службі у Посольстві Палестини в Україні. З 2019-го, разом з донькою, повертається до рідного села, працює на розвиток болгарської громади.

##### Повномасштабне вторгнення
Повномасштабне російське вторгнення зустріла в Києві. З лютого 2022 року - іноземний кореспондент болгарського телеканалу bTV.
У 2022-2023 роках ініціювала протидію російській пропаганди в засобах масової інформації Болгарії та болгарських проросійських політиків.

## Культурна діяльність
Громадська організація «Центр розвитку Бессарабії»
У 2018 - 2020 роках очолювала напрям культурних проєктів  ГО «Центр розвитку Бессарабії». Серед реалізованих проєктів — VI Міжнародний рок-фестиваль «Дунайська Січ» який відбувся в Ізмаїлі у червні 2019-го року; Міжнародний фольклорний фестиваль народної творчості «Бессарабія Folk» (2019, 2020) у селі Городнє Болградського району. Переможці фестивалю 2019 року у складі української делегації взяли участь у Національному фольклорному ярмарку «Рожен» — головному фольклорному фестивалі Болгарії.
Громадська організація «ОКО»
На початку 2020 року заснувала ГО «ОКО» (Об'єднання креативних особистостей).
Восени 2020 року на базі ГО «ОКО» заснувала та за підтримки Держкіно провела Перший Міжнародний етнографічний кінофестиваль «ОКО» . Через карантинні обмеження з 12 по 19 вересня 2020 року фестиваль пройшов виключно он-лайн.  Друга едиція кінофестивалю «ОКО» відбулась у змішаному форматі (он-лайн та офф-лайн) з 11 по 18 вересня 2021 року в м. Болград Одеської області.  ІІІ Міжнародний етнографічний кінофестиваль «ОКО» планувалося провести провести з 10 по 17 вересня 2022 року в Болграді, проте через повномасштабну агресію фестиваль перенесли до польської Торуні (13-18 листопада 2022). IV Міжнародний фестиваль етнографічного кіно "ОКО" під гаслом "Герої серед нас" було проведено з 1 по 7 жовтня 2023 року в м. Софія.

## Кінематограф
- «Місце сили» (2018) — авторка ідеї, сценаристка, режисерка та продюсер фільму[14][15][2][16]
- «Чамур» «Чамур» — документальний короткометражний фільм про особливий спосіб виготовлення цегли та свято, який є традиційним для болгар Бессарабії[17]  «Пасхальна реконструкція» (2019) — продюсер та режисер[18]
- «Хитрий Петро подорожує Бессарабією» (2021 незавершений) — сценаристка  «Зникаючі села». 12-серійний телепроект про села української Бессарабії, що був відібраний в грудні 2020 року на відкритому конкурсі «Створюй із Суспільним» для реалізації у 2021[19].
- «Зникаючі села» розповідають про гагаузькі, болгарські, російські, молдавські села, над якими в умовах стрімкої урбанізації нависла загроза зникнення з мапи Одещини.
- "Листи з війни" (2024) [20]

Я стала режисером не тому, що мріяла побудувати кар’єру в кінематографії, а тому що мені було про що розповісти. І робила це не через те, що могла, а тому що не могла не зробити.